# Маріетта (Огайо)
Маріетта (англ. Marietta) — місто (англ. city) в США, в окрузі Вашингтон штату Огайо. Населення — 13 385 осіб (2020).

## Географія
Маріетта розташована за координатами 39°25′45″ пн. ш. 81°26′55″ зх. д. / 39.42917° пн. ш. 81.44861° зх. д. (39.429066, -81.448613).  За даними Бюро перепису населення США в 2010 році місто мало площу 22,67 км², з яких 21,84 км² — суходіл та 0,83 км² — водойми.

## Демографія
Згідно з переписом 2010 року, у місті мешкало 14 085 осіб у 5828 домогосподарствах у складі 3215 родин. Густота населення становила 621 особа/км².  Було 6519 помешкань (288/км²).
Расовий склад населення:
| - 94,9 % — білих - 1,4 % — азіатів - 1,3 % — чорних або афроамериканців - 0,3 % — корінних американців |

До двох чи більше рас належало 1,5 %. Частка іспаномовних становила 1,1 % від усіх жителів.
За віковим діапазоном населення розподілялося таким чином: 18,9 % — особи молодші 18 років, 62,7 % — особи у віці 18—64 років, 18,4 % — особи у віці 65 років та старші. Медіана віку мешканця становила 39,0 року. На 100 осіб жіночої статі у місті припадало 88,4 чоловіків;  на 100 жінок у віці від 18 років та старших — 84,0 чоловіків також старших 18 років.
Середній дохід на одне домашнє господарство  становив 50 842 долари США (медіана — 32 455), а середній дохід на одну сім'ю — 65 992 долари (медіана — 47 942). Медіана доходів становила 41 324 долари для чоловіків та 26 154 долари для жінок. За межею бідності перебувало 26,1 % осіб, у тому числі 40,9 % дітей у віці до 18 років та 14,0 % осіб у віці 65 років та старших.
Цивільне працевлаштоване населення становило 5860 осіб. Основні галузі зайнятості: освіта, охорона здоров'я та соціальна допомога — 27,7 %, мистецтво, розваги та відпочинок — 15,6 %, роздрібна торгівля — 11,2 %, науковці, спеціалісти, менеджери — 7,8 %.